# Hatkachora
Hatkachora là một thị trấn thống kê (census town) của quận Bastar thuộc bang Chhattisgarh, Ấn Độ.

## Nhân khẩu
Theo điều tra dân số năm 2001 của Ấn Độ, Hatkachora có dân số 6054 người. Phái nam chiếm 51% tổng số dân và phái nữ chiếm 49%. Hatkachora có tỷ lệ 64% biết đọc biết viết, cao hơn tỷ lệ trung bình toàn quốc là 59,5%: tỷ lệ cho phái nam là 72%, và tỷ lệ cho phái nữ là 56%. Tại Hatkachora, 13% dân số nhỏ hơn 6 tuổi.